# 拖延、拒絕、辯護
《拖延、拒絕、辯護：保險公司為何不賠償以及你能做什麼》（英語：Delay, Deny, Defend: Why Insurance Companies Don't Pay Claims and What You Can Do About It），是羅格斯大學法學教授傑伊·M·費曼（Jay M. Feinman）撰寫的一本書，於2010年由企鵝集團旗下的Portfolio Hardcover出版社出版。

## 內容
《拖延、拒絕、辯護》是一部針對財產與意外保險業的批判性著作，深入剖析該行業的運作方式及其對保單持有人的影響。法學教授費曼專精於消費者權益及保險法，他在書中指出，保險行業往往以利潤為先，犧牲保單持有人的需求，並經常透過拖延或拒絕合法理賠來提升財務績效。他認為，這些做法源於該行業結構及目標的改變，特別是追求投資收益及削減成本的壓力所致。
費曼深入探討主要保險公司的內部操作，例如州立農業和好事達，並通過真實案例（如亨斯利訴庇護互助保險案）展示這些行為如何影響消費者。他還批判保險公司在理賠管理中使用的策略，例如電腦算法及法律手段，認為這些方法可能損害大眾對保險行業的信任。
此外，書中還為消費者提供實用建議。費曼強調，理解保險關係的商業本質至關重要，並指導讀者如何評估及比較保險公司、有效提出理賠申請，以及為自身權益爭取公平待遇。

## 評論
《風險管理》期刊記者摩根·歐羅克高度評價《拖延、拒絕、辯護》，稱其為「對我們如何走到今天這一步以及如何保護自己的深刻探討」：
「這種行為的根本動機可以用一個詞來概括：利潤。如今，保險公司更加關注如何為股東服務，而不是滿足保單持有人的需求。增加盈利的最簡單方法就是減少理賠所帶來的損失。因此，他們選擇拖延，藉此利用浮存金（即從收取保費到支付理賠的延遲時間），以最大化保費的投資收益；或者，他們直接拒絕承擔任何支付責任，必要時甚至選擇法庭辯護，希望保單持有人在資源耗盡或失去抗爭意志時放棄。」
然而，《理賠雜誌》的主編克里斯蒂娜·布拉姆利特則對該書持批判態度，形容其為「一部煽動性的、自詡為揭露真相的作品」：
「說讀者完全不應相信費曼對理賠系統的系列控訴，這是不謹慎的。保險業專業人士無疑清楚，有時確實會因個別員工的誤判或偶爾的判斷失誤而發生某些孤立事件。然而，完全有可能，費曼的戰鬥口號式言論很可能會掩蓋事實的真相。這類言論可能主要會激化保單持有者與保險公司之間的緊張關係，並加深對理賠過程的錯誤認知。」

## 影響
「拖延」（delay）、「拒絕」（deny）和「取證」（depose）這三句詞語，被發現在2024年底針對聯合健康保險執行長布萊恩·湯普森謀殺案中所使用的子彈彈殼上。一位知情的紐約市高級執法人員最初表示，現場的彈殼上刻有「拒絕」、「辯護」（defend）和「取證」的字樣，但警方後來澄清，彈殼上的字樣應為「拖延」，而非「辯護」。
《每日野獸》和CNBC的報導將彈殼上的字樣與費曼的書《拖延、拒絕、辯護》聯繫起來。這本書隨後迅速在Amazon和AbeBooks平台售罄，甚至在eBay上的拍賣價格一度飆升至315美元。這宗謀殺案成為美國社會對健康保險業眾怒重燃的象徵性事件。
2024年12月13日，據報導指，佛羅里達州萊克蘭一名女性因涉嫌威脅進行大規模槍擊或恐怖行動被捕並遭起訴。據了解，該女子曾致電藍十字藍盾協會投訴其近期醫療理賠被拒，並在錄音通話的最後，表示：「拖延、拒絕、辯護。你們就是下一個。」該女子向調查人員解釋，自己只是引用新聞中的內容，並未擁有任何槍支，但她認為「醫療保險公司是邪惡的，理應遭受來自世界的報應」。

## 進一步閱讀
- . The Philadelphia Inquirer (Philadelphia, Pennsylvania). 2010-04-25: D02  [2024-12-05] –Newspapers.com （英语）.
- Nelson, Deborah. . Trial. 2011-04, 47 (4): 54  [2024-12-05]. ISSN 0041-2538. ProQuest 864526121. （原始内容存档于2024-12-26） （英语）.
- . Fort Worth Star-Telegram (Fort Worth, Texas). 2010-03-01: A2  [2024-12-05] –Newspapers.com （英语）.

## 外部鏈接
- 官方网站